# Гогољ: Виј
Гогољ: Виј (рус. Гоголь. Вий) руски је фантастични хорор филм из 2018. године, у режији Јегора Баранова, са Александром Петровим, Јевгенијем Стичкиним и Таисијом Вилковом у главним улогама. Представља директан наставак филма Гогољ: Почетак (2017) и радња се надовезује на крај претходног дела.
Као и претходни део, прича је рађена по неколико Гогољевих приповедака, од којих су у овом делу две главне Зачарано место и Виј. Поред тога, поједине сцене су инспирисане и другим познатим Гогољевим делима, као што је Нос.
Филм је добио мало боље оцене критичара од првог дела и имао је мало већу зараду. Исте године објављен је и последњи, трећи део, под насловом Гогољ: Страшна освета.

## Радња
Након догађаја из претходног дела, Николај Гогољ наставља потрагу за Мрачним јахачем, који терорише становнике Диканке. У истрази му помажу шеф полиције Александар Христофорович, доктор Леополд Леополдович и ковач Вакула. Док трага за убицом, Гогољ открива мрачне детаље из своје прошлости...

## Улоге
| Глумац             | Улога                                     |
| ------------------ | ----------------------------------------- |
| Александар Петров  | Николај Васиљевич Гогољ                   |
| Јевгениј Стичкин   | шеф полиције Александар Христофорович Бин |
| Артјом Сучков      | писар Кољач                               |
| Таисија Вилкова    | Јелисавета „Лиса” Данишевскаја            |
| Јулија Франц       | млинарева кћерка Оксана                   |
| Јан Цапник         | др Леополд Леополдович Бомгарт            |
| Јевгениј Ситиј     | Гогољев слуга Јаким                       |
| Сергеј Бадјук      | ковач Вакула                              |
| Артјом Ткаченко    | Алексеј Данишевски                        |
| Марта Тимофејева   | Вакулина ћерка Василина                   |
| Валериј Рибин      | Мрачни јахач                              |
| Кирил Полухин      | басурман Басаврјук                        |
| Алексеј Вертков    | Хомо Брутус                               |
| Ксенија Разина     | Уљана                                     |
| Јевгениј Капитонов | поп Вартоломеј                            |
| Светлана Кирејева  | Кристина                                  |
| Јулија Марченко    | Гогољева мајка, Марија Гогољ-Јановскаја   |
| Светлана Кирејева  | Гогољев отац, Василиј Гогољ-Јановски      |
| Анвар Либанов      | човек без носа                            |